# Peter Ryan
 Peter Ryan  va ser un pilot de curses automobilístiques canadenc que va arribar a disputar curses de Fórmula 1.
Peter Ryan va néixer el 10 de juny del 1940 a Filadèlfia, Pennsilvània, Estats Units i va morir el 2 de juliol del 1962 en un accident amb el seu monoplaça.

## A la F1
Va debutar a la vuitena i última cursa de la temporada 1961 (la dotzena temporada de la història) del campionat del món de la Fórmula 1, disputant el 8 d'octubre del 1961 el GP dels Estats Units al circuit de Watkins Glen.
Peter Ryan va participar en una única prova puntuable pel campionat de la F1, aconseguint classificar-se en un novè lloc i no assolí cap punt pel campionat del món de pilots.

## Resultats a la Fórmula 1
| Any  | Equip               | Xassís | Motor  | 1   | 2   | 3   | 4   | 5   | 6   | 7   | 8     | Posició | Punts |
| ---- | ------------------- | ------ | ------ | --- | --- | --- | --- | --- | --- | --- | ----- | ------- | ----- |
| 1961 | J Wheeler Autosport | Lotus  | Climax | MON | HOL | BEL | FRA | GBR | ALE | ITA | USA 9 | -       | 0     |

### Resum
| Curses: | Victòries: | Pòdiums: | Poles: | Voltes ràpides: | Punts: |
| ------- | ---------- | -------- | ------ | --------------- | ------ |
| 1       | 0          | 0        | 0      | 0               | 0      |